# IsiZulu

Anteil der isiZulusprecher in Südafrika (2011)

Dichte der isiZulusprecher in Südafrika (2011)

isiZulu, vereinfachend Zulu genannt, ist eine Bantusprache und wird von etwa 30 Millionen Menschen gesprochen, die vornehmlich (zu 95 Prozent) in Südafrika leben, vor allem Angehörige der Zulu. Sie wird von 22,7 Prozent bzw. 14 Millionen Menschen (Zensus 2022) als Erstsprache und von weiteren 15,7 Millionen Menschen (Stand 2002) als Zweitsprache gesprochen und ist somit die meistgesprochene Sprache und eine Lingua franca Südafrikas. Zudem ist sie, neben Swahili und Lingala, eine der meistgesprochenen Bantusprachen.
Seit dem Ende der Apartheid ist sie eine der zwölf offiziellen Sprachen Südafrikas. Sie findet zudem Verwendung in Botswana, Lesotho, Malawi, Mosambik und Eswatini. Die Schriftform der Sprache wird vom Pan South African Language Board festgelegt.
isiZulu ist eine agglutinierende Sprache mit Nominalklassensystem und wird in die Untergruppe der Nguni-Sprachfamilie innerhalb der Bantusprachen eingeordnet. Charakteristisch sind u. a. die Schnalzlaute; ein Teil des Vokabulars kommt zudem aus den Khoisansprachen. isiZulu ist eng verwandt mit isiXhosa.
Zur Geschichte der Sprache ist nur wenig bekannt; es gibt Anzeichen, dass isiZulu als Sprache seit dem 16. Jahrhundert besteht. Die ersten schriftlichen Zeugnisse der Sprache stammen aus dem 19. Jahrhundert, vorher wurde das isiZulu nur mündlich gebraucht.

## Aussprache
Im isiZulu wird in der Regel die vorletzte Silbe verlängert und betont. Ausnahmen sind die Kurzform des Perfekts (Betonung der letzten Silbe) und das Präteritum (Betonung der ersten Silbe).
Das Substantivpräfix isi- wird zu is- verkürzt, wenn der Wortstamm mehrsilbig ist. Beispiel: isikhathi („Zeit“) wird iskhathi gesprochen, isitha („Feind“) dagegen wie geschrieben.
Die Bedeutung mancher Wörter ist vom Ton abhängig, also von der Wahl der Tonhöhen der einzelnen Silben. Zum Beispiel bedeutet sisonke entweder „zusammen“ oder „wir sind zusammen“, je nachdem, ob die erste Silbe hoch oder tief gesprochen wird.

### Vokale
| Vokal | IPA-Zeichen | Aussprache                                                                    | Beispiel        | Deutsch               |
| ----- | ----------- | ----------------------------------------------------------------------------- | --------------- | --------------------- |
| a     | a           | wie im Deutschen                                                              | amanga          | „(die) Lügen“         |
| e     | e ɛ         | wie in Fee, wenn die folgende Silbe ein i oder u enthält, sonst wie ä         | leli shesha     | „dieses“ „beeil Dich“ |
| i     | i           | wie im Deutschen                                                              | nini            | „wann?“               |
| o     | o ɔ         | wie in Ofen, wenn die folgende Silbe ein i oder u enthält, sonst wie in offen | inkosi inkosana | „König“ „Prinz“       |
| u     | u           | wie im Deutschen                                                              | uju             | „Honig“               |

### Konsonanten
| Konsonant           | IPA-Zeichen         | Aussprache | Beispiel      | Deutsch             |
| ------------------- | ------------------- | --- | ------------- | ------------------- |
| b                   | ɓ                   | sehr weiches, implosives b | ubaba         | „Vater“             |
| bh                  | b                   | aspiriertes b | ibhabha       | „Draufgänger“       |
| p                   | p                   | ejektives p | ipaki         | „Park“              |
| ph                  | pʰ                  | aspiriertes p | uPhapha       | Papst               |
| d, f, g, h, l, m, n | d, f, g, h, l, m, n | wie im Deutschen | –             | –                   |
| hh                  | ɦ                   | stimmhaftes h | ihhashi       | „Pferd“             |
| hl                  | ɬ                   | ch wie in ich, bei dem jedoch der Luftstrom an den Seiten der Zunge vorbeigeht. Wahlweise kann man versuchen, ein ch und ein l gleichzeitig stimmlos zu sprechen. Im Gegensatz zum Wikipedia-Hörbeispielⓘ wird das l im Zulu nicht separat gesprochen. | isihlahla     | „Baum“              |
| dl                  | ɮ                   | stimmhaftes hl | ukudla        | „Essen“             |
| j                   | ʤ                   | wie dsch in Dschungel | uju           | „Honig“             |
| k                   | k ɠ                 | am Wortstammanfang oder nach n ejektives k, sonst sehr weiches implosives g | ikati ukufaka | „Katze“ „hineintun“ |
| kh                  | kʰ                  | aspiriertes k | amakha        | „Parfüm“            |
| kl                  | kx kɬ kl            | k je nach Sprecher verbunden mit gutturalem ch (wie im deutschen ach) oder mit hl (siehe dort) oder mit l (wie im Deutschen) | klebhula      | „zerreißen“         |
| ng                  | ŋ, ŋg               | je nach Region wie in singen oder wie in Languste | ingozi        | „Gefahr“            |
| nk                  | ŋk                  | wie in danke, aber ejektiv | inkosi        | „König“             |
| ny                  | ɲ                   | wie gn in Champagner | inyosi        | „Biene“             |
| s                   | s                   | scharfes, stimmloses s wie in Tasse | isisu         | „Bauch“             |
| t                   | t                   | ejektives t | utate         | „Liebling“          |
| th                  | tʰ                  | aspiriertes t | uthathe       | „Nimm!“             |
| v                   | v                   | wie deutsches w | iva           | „Dorne“             |
| w                   | w                   | wie englisches w | woza          | „Komm!“             |
| y                   | j                   | wie deutsches j | yima          | „Stop!“             |
| z                   | z                   | stimmhaftes s wie in Sahne | izulu         | „Himmel“, „Wetter“  |

### Klicklaute
Je nach Studie beinhalten 22 % bzw. 14,3 % aller Wörter im isiZulu mindestens einen Klicklaut, sowie 26,8 % bzw. 16,7 % aller Wörter im isiXhosa.
| Klick | IPA-Zeichen | Aussprache | Beispiel  | Deutsch                  |
| ----- | ----------- | --- | --------- | ------------------------ |
| c     | ǀ           | Zungenspitze an die Rückseite der oberen Schneidezähne legen und unter Bildung eines Unterdrucks schnell zurückziehen. So als wolle man jemanden ermahnen oder tadeln. | icici     | „Ohrring“                |
| q     | ǃ           | Zunge an den Gaumen legen und nach unten schnellen lassen, ohne auf dem Boden aufzusetzen. Klingt wie ein knallender Sektkorken.                                       | iqaqa     | „Iltis“                  |
| x     | ǁ           | Zunge an den Gaumen legen und eine Seite nach unten ziehen. Als wolle man ein Pferd antreiben.                                                                         | ixoxo     | „Frosch“                 |
| ch    | ǀʰ          | aspiriertes c | cha       | „nein“                   |
| qh    | ǃʰ          | aspiriertes q | isiqhoqho | „Steinhaufen“            |
| xh    | ǁʰ          | aspiriertes x | ixha      | „Bündel“                 |
| gc    |             | ein g vor den Klicklauten wirkt sich in der Aussprache des folgenden Vokals aus, der rau und aspiriert gesprochen wird.                                                | isigcino  | „Ende“                   |
| gq    |             | siehe unter gc | umgqibelo | „Samstag“                |
| gx    |             | siehe unter gc | ugxa      | „Himmel-und-Hölle-Spiel“ |
| ngc   |             | ng (ŋ) und c gleichzeitig. | ingcosi   | „ein wenig“              |
| ngq   |             | ng (ŋ) und q gleichzeitig. | ingqondo  | „Intelligenz“            |
| ngx   |             | ng (ŋ) und x gleichzeitig. | ingxenye  | „Hälfte“                 |

## Grammatik

### Abkürzungen
| OP  | Objektpräfix                      |
| R   | Verbwurzel                        |
| SP  | Subjektpräfix                     |
| SP− | nicht führendes Subjektpräfix     |
| SPP | Subjektpräfix der Partizipialform |
| SPS | Subjektpräfix des Subjunktivs     |

### Nominalklassen
Wie alle Bantusprachen teilt das isiZulu alle Nomen in Nominalklassen ein. Das ursprüngliche System hatte 22 Klassen (wobei Klassen für Nomen im Singular und Plural jeweils als eigene Klasse gezählt werden), von denen jede Bantusprache mindestens zehn verwendet. Im isiZulu gibt es, wie auch im Swahili, fünfzehn Nominalklassen.

### Das Substantiv
Das Substantiv im isiZulu besteht im Wesentlichen aus zwei Teilen, nämlich dem Präfix und dem Stamm (das Präfix kann noch weiter zerlegt werden). Anhand des Präfixes teilt man die Substantive in Substantivklassen ein. Die Substantivklassen wiederum werden durchnummeriert, um Vergleiche innerhalb der Sprachfamilie zu erleichtern. So gehören z. B. die Substantive abafana (Jungen) und abangane (Freunde) aufgrund des Präfixes aba- zur Substantivklasse 2, während die Substantive isibongo (Nachname) und isihlahla (Baum) aufgrund des Präfixes isi- zur Substantivklasse 7 zählen.
Jede Substantivklasse hat sowohl eine klar definierte grammatikalische als auch eine weniger fest umrissene semantische Bedeutung. Grammatikalisch gesehen wird durch das Präfix festgelegt, ob das Substantiv im Singular oder im Plural steht. Daher treten Substantivklassen im Allgemeinen in Paaren auf. So haben z. B. Substantive der Singularklasse 7 (Präfix isi-) ihren Plural in Klasse 8 (Präfix izi-).
Beispiele
| Singular           | Plural              |
| ------------------ | ------------------- |
| umuntu (Mensch)    | abantu (Menschen)   |
| ugogo (Großmutter) | ogogo (Großmütter)  |
| igama (Name)       | amagama (Namen)     |
| inhlanzi (Fisch)   | izinhlanzi (Fische) |

Ausnahmen hiervon bilden die Klassen 14 (Präfix ubu-) und 15 (Präfix uku-), für die es in der Regel keine Pluralform gibt (falls nötig, wird im Falle der Klasse 14 der Plural über die Klasse 6 gebildet; Substantive der Klasse 15 haben nie eine Pluralform).
Weiterhin bestimmt die Substantivklasse die Form anderer auf das Substantiv bezogener Satzteile wie Verben, Adjektive usw. Diese werden über entsprechende von der Substantivklasse abhängige und davon abgeleitete Präfixe in Übereinstimmung (Konkordanz) mit dem Substantiv gebracht.
Beispiele
umfana omkhulu (großer Junge)
isihlahla esikhulu (großer Baum)
Semantisch gesehen gibt es eine Häufung bestimmter Arten von Substantiven in bestimmten Klassen. Beispielsweise finden sich Vor- und Nachnamen immer in Klasse 1a, Personenbezeichnungen, die von Verben abgeleitet sind (z. B. spielen → Spieler) sehr häufig in Klasse 1, abstrakte Begriffe (z. B. Schönheit) in Klasse 14, Leihwörter z. B. aus dem Englischen je nach Assimilierungsgrad in Klasse 9 oder 5 und von der Infinitivform von Verben abgeleitete Substantive (essen → Essen) in Klasse 15.
Die folgende Tabelle gibt eine Übersicht über die Substantivklassen im isiZulu. Sie sind der Übersichtlichkeit halber in Singular/Plural-Paaren zusammengefasst.
| Klasse | Singular | Plural       |
| ------ | -------- | ------------ |
| 1/2    | um(u)-1  | aba-2, abe-3 |
| 1a/2b  | u-       | o-           |
| 3/4    | um(u)-1  | imi-2        |
| 5/6    | i-       | ama-, ame-4  |
| 7/8    | is(i)-5  | iz(i)-5      |
| 9/10   | iN-      | iziN-6       |
| 11/10  | u-       | iziN-6       |
| 14     | ubu-     | (ama-)7      |
| 15     | uku-     |              |

1 um- wird zu umu- vor einsilbigen Stämmen, z. B. umuntu (Mensch).
2 aba- und imi- werden zu ab- bzw. im- vor Stämmen, die mit einem Vokal beginnen, z. B. abongameli (Präsidenten).
3 abe- kommt nur in einigen wenigen Fällen vor, z. B. in abeSuthu (die Sotho) oder abeLungu (die Weißen).
4 ame- kommt nur in zwei Fällen vor, nämlich dem Plural amehlo (Augen) von iso (Auge; ursprünglich: ihlo) und dem Plural ameva (Dornen) von iva (Dorn).
5 isi- und izi- werden zu is- bzw. iz- vor Stämmen, die mit einem Vokal beginnen, z. B. isandla/izandla (Hand/Hände).
6 Der Platzhalter N in den Präfixen iN- und iziN- steht für ein m, ein n oder gar keinen Buchstaben, d. h. in den Klassen 9 und 10 kommen jeweils drei Präfixe vor (aber nur genau eins pro Wortstamm). Beispiele:
```
iN- = i-: 
i
mali (Geld)
iN- = im-: 
im
pela (Wahrheit)
iN- = in-: 
in
hlanzi (Fisch)
```

7 Selten, siehe oben.

### Das Verb
Ein Verb im isiZulu besteht im Gegensatz zum Substantiv aus einer variablen Anzahl von Teilen, die nach bestimmten Regeln in einer bestimmten Reihenfolge zusammengesetzt werden. Diese Teile sind z. B.
- ein Subjektpräfix, das sich auf das Subjekt des Satzes bezieht
- ein Tempusformativ, das die Zeitform des Verbs bestimmt
- ein Objektpräfix, das sich auf das Objekt des Satzes bezieht
- die Verbwurzel, die die eigentliche Bedeutung des Verbs trägt
- ein Suffix, das verschiedene Aspekte des Verbs anzeigen kann (z. B. Zeitform, Modus)

Ein Verb besteht immer mindestens aus einer Verbwurzel und einem Suffix. Die anderen Teile sind optional, d. h. ihr Einsatz hängt von der Funktion des Verbs im Satz ab.

#### Einfache Verbwurzeln
Einfache Verbwurzeln sind solche, die keine erweiternden Suffixe enthalten, die die Bedeutung des Verbs verändern. Dazu zählen z. B.:
| -w-      | fallen          |
| -dl-     | essen           |
| -enz-    | machen, tun     |
| -nqamul- | etw. zerbrechen |
| -os-     | grillen, rösten |
| -siz-    | helfen          |

#### Erweiterte Verbwurzeln
Erweiterte Verbwurzeln gehen aus einfachen Verbwurzeln hervor, indem man erweiternde Suffixe anhängt, die die Bedeutung verändern. Dies sei anhand der Verbwurzel -enz- (machen, tun) und der am häufigsten anzutreffenden Erweiterungen beispielhaft verdeutlicht:
| -enz-   | machen, tun                        |
| -enzan- | etw. gemeinsam tun                 |
| -enzek- | machbar sein                       |
| -enzel- | etw. für jemanden tun              |
| -enzis- | jemanden dazu bringen, etw. zu tun |
| -enziw- | gemacht werden, getan werden       |

#### Subjektpräfixe
Ein Subjektpräfix (SP) im isiZulu entspricht im Deutschen einem Personalpronomen im Nominativ. Im Gegensatz zu Personalpronomen können Subjektpräfixe im isiZulu nicht für sich selbst stehen, sondern werden z. B. einem Verb vorangestellt. isiZulu kennt zwar auch eigenständige Personalpronomen, diese werden jedoch nur verwendet, um die Betonung auf die referenzierte Person zu legen.
Beispiel mit SP si- und Personalpronomen thina (jeweils wir):
| Sihamba manje.       | Wir gehen jetzt. |
| Thina sihamba manje. | Wir gehen jetzt. |

Es gibt für jede Substantivklasse und jede Person ein eigenes Subjektpräfix.
| führendes SP | führendes SP | führendes SP |
| Person       | Singular     | Plural       |
| ------------ | ------------ | ------------ |
| 1.           | ngi-         | si-          |
| 2.           | u-           | ni-          |
| Klasse       | Singular     | Plural       |
| 1/2          | u-           | ba-          |
| 1a/2b        | u-           | ba-          |
| 3/4          | u-           | i-           |
| 5/6          | li-          | a-           |
| 7/8          | si-          | zi-          |
| 9/10         | i-           | zi-          |
| 11/10        | lu-          | zi-          |
| 14           | bu-          | bu-          |
| 15           | ku-          | ku-          |

| nicht führendes SP− | nicht führendes SP− | nicht führendes SP− |
| Person              | Singular            | Plural              |
| ------------------- | ------------------- | ------------------- |
| 1.                  | -ngi-               | -si-                |
| 2.                  | -wu-                | -ni-                |
| Klasse              | Singular            | Plural              |
| 1/2                 | -ka-                | -ba-                |
| 1a/2b               | -ka-                | -ba-                |
| 3/4                 | -wu-                | -yi-                |
| 5/6                 | -li-                | -wa-                |
| 7/8                 | -si-                | -zi-                |
| 9/10                | -yi-                | -zi-                |
| 11/10               | -lu-                | -zi-                |
| 14                  | -bu-                | -bu-                |
| 15                  | -ku-                | -ku-                |

Die nicht führenden Subjektpräfixe (SP−) benutzt man, wenn dem SP noch ein Präfix vorangestellt wird, wie z. B. im Negativ verschiedener Zeitformen.

#### Objektpräfixe
Ein Objektpräfix (OP) im isiZulu entspricht im Deutschen einem Personalpronomen im Akkusativ oder Dativ (isiZulu unterscheidet formal nicht zwischen diesen beiden Fällen). Genau wie Subjektpräfixe können Objektpräfixe im Gegensatz zu Personalpronomen nicht für sich selbst stehen, sondern werden der Verbwurzel vorangestellt. Eigenständige Personalpronomen werden auch hier nur verwendet, um die Betonung auf die referenzierte Person zu legen.
Beispiel mit OP -m- (ihn/ihm/ihr) und Personalpronomen yena (ihn/ihm/ihr):
| Ngimbona.        | Ich sehe ihn.              |
| Ngimnika isipho. | Ich gebe ihm ein Geschenk. |
| Ngimbona yena.   | Ich sehe ihn.              |

Es gibt für jede Substantivklasse und jede Person ein eigenes Objektpräfix.
| Objektpräfixe | Objektpräfixe | Objektpräfixe |
| Person        | Singular      | Plural        |
| ------------- | ------------- | ------------- |
| 1.            | -ngi-         | -si-          |
| 2.            | -ku-          | -ni-          |
| Klasse        | Singular      | Plural        |
| 1/2           | -m-           | -ba-          |
| 1a/2b         | -m-           | -ba-          |
| 3/4           | -wu-          | -yi-          |
| 5/6           | -li-          | -wa-          |
| 7/8           | -si-          | -zi-          |
| 9/10          | -yi-          | -zi-          |
| 11/10         | -lu-          | -zi-          |
| 14            | -bu-          | -bu-          |
| 15            | -ku-          | -ku-          |

### Der Imperativ
Bildungsregel
|           | ohne Objekt    | mit Objekt   |
| Singular: | (yi) - R - a   | OP - R - e   |
| Plural:   | (yi) - R - ani | OP - R - eni |

Die einzige Ausnahme hiervon stellt die Verbwurzel -z- (kommen) dar, deren Imperativformen woza (komm!) bzw. wozani (kommt!) lauten.
Beispiele
|            | ohne Objekt  | ohne Objekt     | mit Objekt                             | mit Objekt                               |
| Verbwurzel | Singular     | Plural          | Singular                               | Plural                                   |
| -dl-       | Yidla! Iss!  | Yidlani! Esst!  | Yidle (inhlanzi)! Iss ihn (den Fisch)! | Yidleni (inhlanzi)! Esst ihn (den Fisch) |
| -enz-      | Yenza! Mach! | Yenzani! Macht! | Kwenze! Mach es!                       | Kwenzeni! Macht es!                      |
| -siz-      | Siza! Hilf!  | Sizani! Helft!  | Msize! Hilf ihm!                       | Msizeni! Helft ihm!                      |

### Der Infinitiv
Bildungsregel
Pos.: uku - (OP) - R - a
Neg.: uku - nga - (OP) - R - i
Beispiele
| Verbwurzel | Infinitiv   | Bedeutung                                  |
| ---------- | ----------- | ------------------------------------------ |
| -w-        | ukuwa       | (zu) fallen                                |
|            | ukungawa    | nicht (zu) fallen                          |
| -dl-       | ukudla      | (zu) essen                                 |
|            | ukungadli   | nicht (zu) essen                           |
|            | ukuyidla    | ihn (zu) essen (z. B. inhlanzi, den Fisch) |
|            | ukungayidli | ihn nicht (zu) essen                       |
| -enz-      | ukwenza     | (zu) tun                                   |
|            | ukungenzi   | nicht (zu) tun                             |
| -os-       | ukosa       | (zu) grillen                               |
|            | ukungosi    | nicht (zu) grillen                         |

Es treten hier verschiedene Klangänderungen auf, wenn zwei Vokale aufeinandertreffen. Und zwar gilt:
| -nga- | → | -ng- | vor Vokalen                                                     |
| uku-  | → | uk-  | vor o                                                           |
| uku-  | → | ukw- | vor anderen Vokalen (das ergibt sich beim Sprechen automatisch) |

Des Weiteren wird das Suffix -a bei Verbwurzeln, die auf w aufhören, niemals zu -i.

### Das Präsens
Bildungsregel
Pos.: SP - (ya) - (OP) - R - a
Neg.: a - SP− - (OP) - R - i
Das Formativ -ya- wird verwendet, wenn
- das Verb das letzte Wort im Satz ist
- das Verb ein Objektpräfix enthält und das referenzierte Objekt auf das Verb folgt
- man betonen will, dass etwas „tatsächlich“ gemacht wird.

Beispiele
| Uyahamba.                    | Er geht.               |
| Uhamba kusasa.               | Er geht morgen.        |
| Akahambi.                    | Er geht nicht.         |
| Uyangisiza.                  | Er hilft mir.          |
| Ungisiza namhlanje.          | Er hilft mir heute.    |
| Akangisizi.                  | Er hilft mir nicht.    |
| Usiza uyise. Uyamsiza uyise. | Er hilft seinem Vater. |

#### Die Partizipialform
Bildungsregel
Pos.: SPP - (OP) - R - a
Neg.: SPP - nga - (OP) - R - i
In der Partizipialform werden die Subjektpräfixe u-, ba- und a- der Klassen 1, 1a, 2, 2b und 6 zu e-, be- und e-. Die Partizipialform wird unter anderem verwendet
- um Gleichzeitigkeit auszudrücken
- in untergeordneten Sätzen nach bestimmten Konjunktionen
- nach bestimmten Hilfsverben

Beispiele:
| Ukhuluma edla.        | Er spricht während er isst.          |
| Ngambona engasebenzi. | Ich sah ihn, wie er nicht arbeitete. |

#### Der Subjunktiv
Bildungsregel
Pos.: SPS - (OP) - R - e
Neg.: SPS - nga - (OP) - R - i
Im Subjunktiv wird das Subjektpräfix u- der Klassen 1 und 1a zu a-. Der Subjunktiv wird verwendet
- um Wünsche oder (höfliche) Anweisungen auszudrücken
- um Anweisungen aufzuzählen
- nach bestimmten Hilfsverben

Beispiele
| Ngamtshela ahambe.      | Ich sagte ihm, er solle gehen.  |
| Woza lapha uzame futhi! | Komm her und versuch’s nochmal! |
| Umane ahleke.           | Er lacht einfach nur.           |

### Das Perfekt
Das Perfekt beschreibt die nahe Vergangenheit. Was dabei als „nah“ gilt, liegt im Ermessen des Sprechers. In der Umgangssprache wird das Perfekt häufig dem Präteritum vorgezogen.
Bildungsregel
Pos.: SP - (OP) - R - e/ile
Neg.: a - SP− - (OP) - R - anga
Die lange Form auf -ile wird verwendet, wenn das Verb das letzte Wort im Satz oder Teilsatz ist, ansonsten die kurze Form auf -e, wobei das -e betont wird.
Beispiele:
| Sihambile.     | Wir sind gegangen.           |
| Sihambe izolo. | Wir sind gestern gegangen.   |
| Asihambanga.   | Wir sind nicht gegangen.     |
| Asimbonanga.   | Wir haben ihn nicht gesehen. |

#### Der Stativ
Eine Reihe von Verben im isiZulu bezeichnen eine Zustandsänderung oder einen Vorgang, der irgendwann in einen Endzustand mündet (sogenannte incohative Verben). Um auszudrücken, dass dieser Endzustand erreicht ist, benutzt man den Stativ, der mit dem Perfekt verwandt ist.
Bildungsregel
Pos.: SP - R - ile
Neg.: a - SP− - R - ile
Beispiele
| Uyafa.      | Er stirbt.          |
| Ufile.      | Er ist tot.         |
| Ngiyalamba. | Ich bekomme Hunger. |
| Ngilambile. | Ich habe Hunger.    |
| Siyabuya.   | Wir kehren zurück.  |
| Sibuyile.   | Wir sind zurück.    |

Zu beachten ist, dass bei Verbwurzeln mit bestimmten Endungen der Stativ nicht mit -ile gebildet wird. Dies sind:
| Verbwurzelendung | Stativ |
| ---------------- | ------ |
| -al-, -el-       | -ele   |
| -an-, -en-       | -ene   |
| -am-, -em-       | -eme   |
| -ath-, -eth-     | -ethe  |
| -as-, -es-       | -ese   |
| -aw-1            | -ewe   |

1 Dies ist ein Einzelfall, nämlich das (irreguläre) Passiv -bulaw- von -bulal-.

### Das Präteritum
Das Präteritum wird für die ferne Vergangenheit, die Vergangenheit vor dem Perfekt sowie als Erzählvergangenheit verwendet.
Bildungsregel
Pos.: SP + a - (OP) - R - a
Neg.: a - SP− - (OP) - R - anga
Durch die Verschmelzung des SP mit einem nachfolgenden (lang gesprochenen) a im Positiv ergeben sich für das Präteritum folgende Subjektpräfixe:
| Person | Singular | Plural |
| ------ | -------- | ------ |
| 1.     | nga-     | sa-    |
| 2.     | wa-      | na-    |
| Klasse | Singular | Plural |
| 1/2    | wa-      | ba-    |
| 1a/2b  | wa-      | ba-    |
| 3/4    | wa-      | ya-    |
| 5/6    | la-      | a-     |
| 7/8    | sa-      | za-    |
| 9/10   | ya-      | za-    |
| 11/10  | lwa-     | za-    |
| 14     | ba-      | ba-    |
| 15     | kwa-     | kwa-   |

Beispiele
| Sahamba.     | Wir gingen.          |
| Asihambanga. | Wir gingen nicht.    |
| Asimbonanga. | Wir sahen ihn nicht. |

#### Der Konsekutiv
Bildungsregel
Pos.: SP + a - (OP) - R - a
Neg.: SP + a - nga - (OP) - R - a
Der Konsekutiv dient zur Aufzählung aufeinanderfolgender Ereignisse im Präteritum und unterscheidet sich von diesem nur im Negativ.
Beispiele
| Wavuka wagqoka wahamba.    | Er wachte auf, zog sich an und ging.    |
| Wabaleka wangabheka emuva. | Er lief davon und schaute nicht zurück. |

### Das Futur I
Bildungsregel
Pos.: SP - zo - (OP) - (ku) - R - a
Neg.: a - SP− - zu - (ku)- (OP) - R - a
Zur Kennzeichnung des Futur I wird das Formativ -zo- im Positiv bzw. -zu- im Negativ verwendet. Die Form wird gebildet durch das Hilfsverb uku-za [auch mit dem Hilfsverb uku-ya möglich] und den Infinitiv des Verbs. Also ngiza ukusiza = ngizosiza (ich komme zu helfen = ich werde helfen) [bzw. ngiya ukusiza = ngiyosiza ich gehe zu helfen = ich werde helfen]. Bei der Negation wird das Hilfsverb verneint und mit dem folgenden Infinitiv verbunden. Also angizi ukusiza = angizusiza. Zusätzlich wird bei einsilbigen Verbstämmen oder solchen, die mit einem Vokal beginnen, dem Verbstamm das Präfix -ku- vorangestellt (dieses wird zu -k- vor o und zu -kw- vor anderen Vokalen).
Beispiele
| Ngizokuza.    | Ich werde kommen.           |
| Angizukuza.   | Ich werde nicht kommen.     |
| Ngizokwakha.  | Ich werde bauen.            |
| Angizukwakha. | Ich werde nicht bauen.      |
| Ngizomsiza.   | Ich werde ihm helfen.       |
| Angizumsiza.  | Ich werde ihm nicht helfen. |

### Andere Zeitformen
Weitere Formen wie das Plusquamperfekt, das Futur II, die Verlaufsformen oder die Konjunktivformen sind etwas komplizierter. Sie werden unter ein- oder zweimaliger Verwendung des Hilfsverbs -ba (sein) gebildet. Im praktischen Gebrauch werden sie zudem verkürzt.

## Beispiele
Prominente isiZulu-Begriffe und -Wendungen
- Impala; zu deutsch auch Schwarzfersenantilope nach Lichtenstein, welcher P'halla als lokale Bezeichnung der Batswana angab.[5]
- Indaba; Angelegenheit, Geschäft, Neuigkeiten
- Ingonyama; Löwe, aus der Titelmelodie von Der König der Löwen; siehe auch: Simba
- Lobola; im südlichen Afrika der „Brautpreis“ bzw. das Hochzeitsgeschenk
- Mamba; eigentlich Imamba, Gattung der Familie der Giftnattern
- Muti; eigentlich Umuthi, traditionelle Pflanzenmedizin im südlichen Afrika, auch Baum
- uNkulunkulu; Gott, höchstes Wesen der amaZulu
- Nyala; eigentlich Inyala, Antilopenart
- Sangoma; eigentlich Isangoma, traditioneller Heiler
- Shosholoza; „Mutig nach vorn schauen“ bzw. „Wir greifen an“[6]
- eThekwini; in bzw. bei der Lagune, isiZulu-Bezeichnung für Durban
- Ubuntu; Menschlichkeit, Nächstenliebe, Gemeinsinn; eine Lebensphilosophie

### Wörterbücher
- isiZulu.net – abfragbares Online-Wörterbuch isiZulu/Englisch

### Sprache und Kultur
- https://www.travlang.com/languages/
- www.iafrika-ubuntu.de
- www.authorsinafrica.com: Writer aims to revive Zulu literature

### Zeitungen
- Isolezwe
- News24

### Radio
- Ukhozi FM – mit Internetstream
- Ukhozi FM Other Stream